# Santa Magdalena de Castellserà
Santa Magdalena de Castellserà és una església amb elements renaixentistes de Castellserà (Urgell) inclosa a l'Inventari del Patrimoni Arquitectònic de Catalunya.

## Descripció
És una església amb una façana composta per un rosetó al centre superior i una portalada a la part inferior, adovellada i rematada per una fornícula en forma de petxina on s'hi alberga una imatge de la Mare de Déu amb el Nen de pedra.

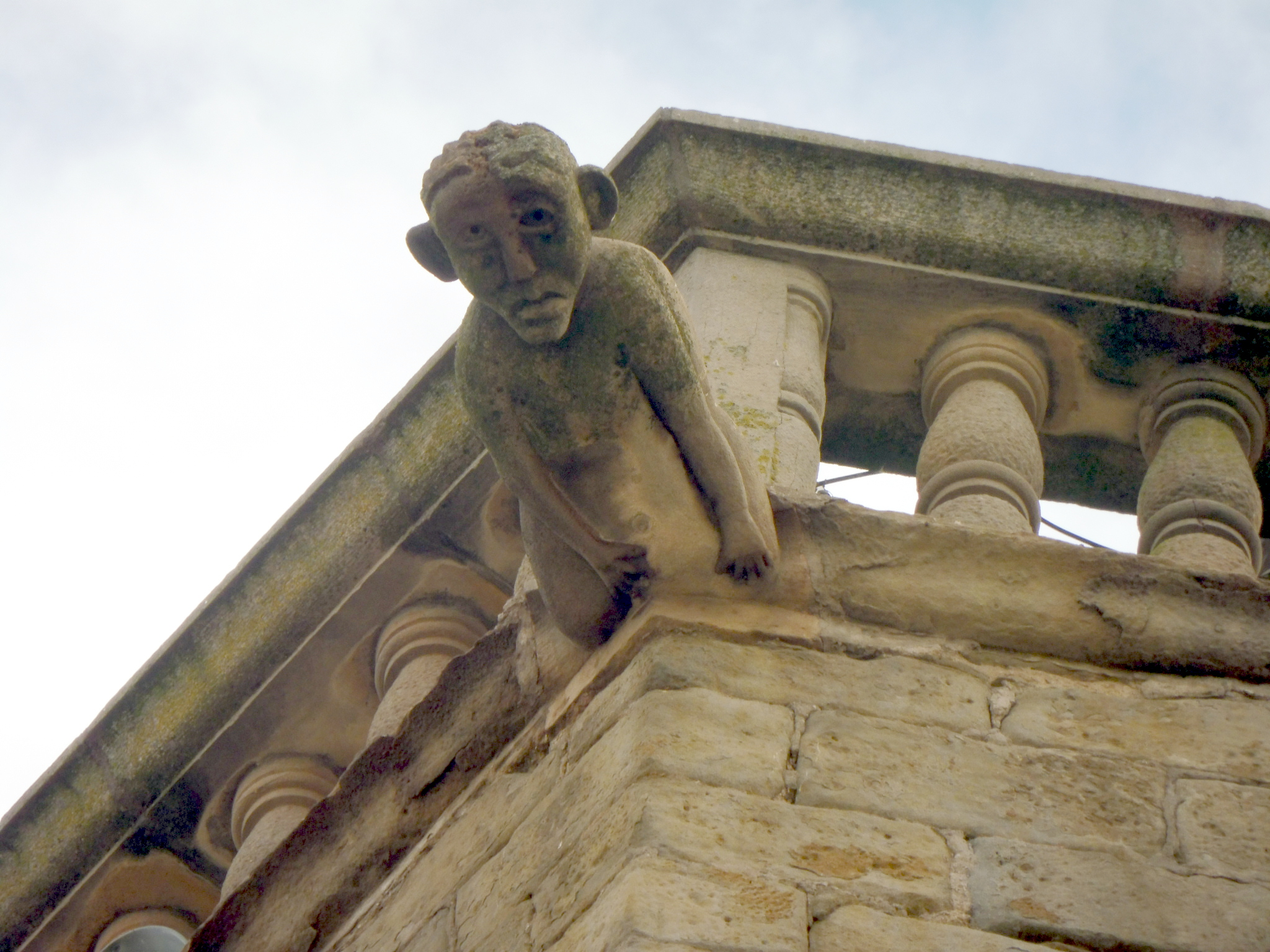
Gàrgola del campanar

 En el costat dret s'hi adossa un llarg campanar hexagonal que en la part superior s'obren sis obertures de mig punt on al seu interior s'hi alberguen les campanes i acaba amb una balustrada. En cada aresta s'hi observen gàrgoles amb la figuració d'animals fantàstics i cossos humans. Interiorment, és de nau única amb contraforts interior els quals formen tres capelles laterals a cada costat. Els arcs, inclòs el triomfal són de mig punt. La coberta de l'església de la nau central és de creueria amb clau de volta, la qual forma 5 trams en total. L'absis és poligonal i és cobert també amb volta de creueria acabant en clau de volta central.

## Història
L'únic que se'n sap és que l'església de Santa Magdalena era sufragània de Santa de Balaguer. En ésser desposseït el comte Jaume d'Urgell per Ferran I aquest vengué la jurisdicció al monestir de Poblet que la mantingué fins al segle xix.